# Dalbergia sissoides
Dalbergia sissoides är en ärtväxtart som beskrevs av Robert Wight och George Arnott Walker Arnott. Dalbergia sissoides ingår i släktet Dalbergia, och familjen ärtväxter. Inga underarter finns listade i Catalogue of Life.